# Naturální obligace
Naturální obligace je taková obligace, která sice jako dlužníkův tzv. naturální dluh právně existuje, ale jejíž splnění si věřitel nemůže u soudu nebo jiného autoritativního orgánu vymoci. Z jeho strany jde totiž o pouhé tzv. naturální právo, jemuž chybí vynutitelný nárok.
Obligace se stává naturální již při svém vzniku, zejména v případě soukromých her a sázek, nebo marným uplynutím promlčecí lhůty. Přestože ji nelze vynutit, může být dlužníkem splněna dobrovolně a poté se přijetí plnění z takové obligace nepokládá za bezdůvodné obohacení, nemůže tedy být naopak požadováno jeho vrácení.